# U-566
| U-566                                            | U-566 | U-566 |
| ------------------------------------------------ | --- | --- |
|                                                  | | |
|                                                  | | |
| Схематичне зображення підводних човнів типу VIIC | | |
| Під прапором                                     | Третій Рейх | Третій Рейх |
| Спуск на воду                                    | 20 лютого 1941 року | 20 лютого 1941 року |
| Виведений зі складу флоту                        | 17 квітня 1941 року | 17 квітня 1941 року |
| Сучасний статус                                  | 24 жовтня 1943 року атакований західніше Португалії бомбами «Веллінгтона» та згодом затоплений екіпажем                             | 24 жовтня 1943 року атакований західніше Португалії бомбами «Веллінгтона» та згодом затоплений екіпажем                             |
| Проєкт                                           | | |
| Тип ПЧ                                           | Торпедний ДПЧ | Торпедний ДПЧ |
| Розробник проєкту                                | Blohm + Voss, Гамбург | Blohm + Voss, Гамбург |
| Вартість                                         | 4 439 000 ℛℳ | 4 439 000 ℛℳ |
| Основні характеристики                           | | |
| Швидкість (надводна)                             | 17,9 вузла | 17,9 вузла |
| Швидкість (підводна)                             | 8 вузлів | 8 вузлів |
| Робоча глибина занурення                         | 100 м | 100 м |
| Гранична глибина занурення                       | 220 м | 220 м |
| Автономність плавання                            | 8500 миль (15 700 км) на швидкості 10 вузлів (18,6 км/год) (надводна) 80 миль (150 км) на швидкості 4 вузли (7,4 км/год) (підводна) | 8500 миль (15 700 км) на швидкості 10 вузлів (18,6 км/год) (надводна) 80 миль (150 км) на швидкості 4 вузли (7,4 км/год) (підводна) |
| Екіпаж                                           | 44—60 осіб | 44—60 осіб |
| Розміри                                          | | |
| Довжина найбільша (по КВЛ)                       | 67,1 м | 67,1 м |
| Ширина корпусу найб.                             | 6,2 м | 6,2 м |
| Висота                                           | 9,6 м | 9,6 м |
| Середня осадка (по КВЛ)                          | 4,74 м | 4,74 м |
| Водотоннажність надводна                         | 769 т | 769 т |
| Озброєння                                        | | |
| Артилерія                                        | 1 × 88-мм палубна гармата SK C/35                                                                                                   | 1 × 88-мм палубна гармата SK C/35                                                                                                   |
| Торпедно- мінне озброєння                        | 4 носових і один кормовий ТА 14 торпед або 26 мін TMA                                                                               | 4 носових і один кормовий ТА 14 торпед або 26 мін TMA                                                                               |
| ППО                                              | 1 × 20-мм зенітна гармата FlaK 30/38                                                                                                | 1 × 20-мм зенітна гармата FlaK 30/38                                                                                                |

U-566 — німецький підводний човен типу VIIC, що входив до складу Військово-морських сил Третього Рейху за часів Другої світової війни. Закладений 30 березня 1940 року на верфі Blohm + Voss у Гамбурзі. Спущений на воду 20 лютого 1941 року, а 17 квітня 1941 року корабель увійшов до складу 1-ї навчальної флотилії ПЧ ВМС нацистської Німеччини.

## Історія служби
U-566 належав до німецьких підводних човнів типу VIIC, найчисленнішого типу субмарин Третього Рейху, яких випущено 703 одиниці. Службу проходив у складі 1-ї навчальної та після завершення підготовки — у 1-ї бойовій флотилії ПЧ Крігсмаріне. З липня 1941 до жовтня 1943 року підводний човен здійснив одинадцять бойових походів в Атлантичний океан, діяв у складі 6 «вовчих зграй», потопив 6 суден противника (38 092 GRT), один військовий корабель, американський канонерський човен «Плімут» (2265 тонн).
24 жовтня 1943 року під час проведення одинадцятого бойового походу U-566 виявлений західніше португальського берега британським бомбардувальником «Веллінгтон», атакований шістьма глибинними бомбами, внаслідок чого човен був пошкоджений вибухами та згодом затоплений екіпажем. Усі 49 членів екіпажу вціліли.

## Командири
- Капітан-лейтенант Дітріх Борхерт (17 квітня 1941 — 24 липня 1942)
- Оберлейтенант-цур-зее Гергард Ремус (25 липня 1942 — 24 січня 1943)
- Капітан-лейтенант Ганс Горнколь (25 січня — 24 жовтня 1943)

## Перелік затоплених U-566 суден у бойових походах
| №                                                           | Дата             | Назва           | Тип                | Належність                 | Водотоннажність (брт) | Вантаж                                                                                             | Конвой        | Результат та координати                                                | Наслідки атаки для екіпажу      | Прим. |
| ----------------------------------------------------------- | ---------------- | --------------- | ------------------ | -------------------------- | --------------------- | -------------------------------------------------------------------------------------------------- | ------------- | ---------------------------------------------------------------------- | ------------------------------- | ----- |
| Перший похід (30.07—19.08.1941, 21 доба; Кіркенес—Кіркенес) |                  |                 |                    |                            |                       | |               |                                                                        |                                 |       |
| Четвертий похід (15.01—9.03.1942, 54 доби; Лор'ян—Брест)    |                  |                 |                    |                            |                       | |               |                                                                        |                                 |       |
| 1                                                           | 15 лютого 1942   | Meropi          | суховантажне судно | Греція                     | 4181                  | баласт                                                                                             | Конвой ON 60  | потоплено 44°14′ пн. ш. 62°41′ зх. д. / 44.233° пн. ш. 62.683° зх. д.  | 39 (24 загинуло, 15 вцілілих)   |       |
| П'ятий похід (8.04—30.06.1942, 84 доби; Лор'ян—Брест)       |                  |                 |                    |                            |                       | |               |                                                                        |                                 |       |
| 2                                                           | 1 червня 1942    | Westmoreland    | суховантажне судно | Велика Британія            | 8967                  | 6480 тонн генеральних вантажів, заморожене м'ясо та продукти, 9954 тюки бавовни та 406 тюків пошти |               | потоплено 35°55′ пн. ш. 63°35′ зх. д. / 35.917° пн. ш. 63.583° зх. д.  | 68 (3 загинуло, 65 вцілілих)    |       |
| Шостий похід (6.08—5.09.1942, 31 доба; Брест—Брест)         |                  |                 |                    |                            |                       | |               |                                                                        |                                 |       |
| 3                                                           | 17 серпня 1942   | Triton          | суховантажне судно | Норвегія                   | 6607                  | 3000 тонн цинку, 2682 тонн бавовни, 3259 тонн пшениці та 867 пакунків з поштою                     | Конвой SL 118 | потоплено 39°31′ пн. ш. 22°43′ зх. д. / 39.517° пн. ш. 22.717° зх. д.  | 43 (усі вціліли)                |       |
| 4                                                           | 28 серпня 1942   | City of Cardiff | суховантажне судно | Велика Британія            | 5661                  | 7500 тонн генеральних вантажів                                                                     | Конвой SL 119 | потоплено 40°20′ пн. ш. 16°02′ зх. д. / 40.333° пн. ш. 16.033° зх. д.  | 84 (21 загиблий та 63 вціліли)  |       |
| 5                                                           | 28 серпня 1942   | Zuiderkerk      | суховантажне судно | Нідерланди                 | 8424                  | 8045 тонн генеральних вантажів, у тому числі шерсть, бавовна, насіння та шкіри                     | Конвой SL 119 | потоплено 40°20′ пн. ш. 16°02′ зх. д. / 40.333° пн. ш. 16.033° зх. д.  | 68 (усі вижили)                 |       |
| Сьомий похід (28.10—1.12.1942, 35 діб; Брест—Брест)         |                  |                 |                    |                            |                       | |               |                                                                        |                                 |       |
| 6                                                           | 7 листопада 1942 | Glenlea         | суховантажне судно | Велика Британія            | 4252                  | 5000 тонн вугілля, 1000 тонн генеральних вантажів та вантажні автомобілі на палубі                 | Конвой ON 142 | потоплено 50°00′ пн. ш. 30°00′ зх. д. / 50.000° пн. ш. 30.000° зх. д.  | 49 (44 загинули та 5 вижили)    |       |
| Десятий похід (5.07—1.09.1943, 59 діб; Брест—Брест)         |                  |                 |                    |                            |                       | |               |                                                                        |                                 |       |
| 7                                                           | 5 серпня 1943    | «Плімут»        | канонерський човен | Військово-морські сили США | 2265                  | |               | потоплений 36°17′ пн. ш. 74°29′ зх. д. / 36.283° пн. ш. 74.483° зх. д. | 179 (95 загинули та 84 вціліло) |       |
| Одинадцятий похід (18.10—24.10.1943, 7 діб; Брест—загибель) |                  |                 |                    |                            |                       | |               |                                                                        |                                 |       |